# Francesco Ballarotti
Francesco Ballarotti (vers el 1660?, Bèrgam (Llombardia), – Idem. abril de 1712), va ser un compositor de música italià.

## Biografia
Francesco Ballarotti era fill de Giuseppe Ballarotti anomenat il Manzino, que era violinista i cantant a l'església de Santa Maria Maggiore a Bèrgam. El 1691 esdevingué cap de banda al mateix temple i un any més tard, després de la mort de Teodoro Reggiani, esdevingué cap de banda. Es va fer famós com a compositor d'òpera, però també es va dedicar a la música instrumental i eclesiàstica.

## Treballs
Òpera

- Il Tempo Deluso (llibret Francesco Arisi, Milà, 1684)
- Enea in Italia (llibret Giacomo Francesco Bussani, 1686)
- Dialogo Musicale fra Nettuno e Bergamo (1688)
- Il Merito Fortunato (llibret Francesco Roncali, Bèrgam, 1691)
- Il cuor del leone o sia La stella di prima grandezza (llibret Carlo Benaglio, Milà, 1692)
- Ottaviano in Sicilia (llibret Ercole Pesci, Reggio Emilia, 1692)
- L'Aiace (llibret Pietro d'Averara, 1694)
- Antonio e Pompejano overo La Tirannide Punita (llibret Giacomo Francesco Bussani, Gènova, 1695)
- Aetna Festivo (1696)
- Ariovisto (llibret Pietro d'Averara, 1699)
- La caduta de' Decemviri (llibret Silvio Stampiglia, Reggio Emilia, 1699)
- Esione (llibret Pietro d'Averara, Torí, 1699)
- Muzio Scevola (llibret Nicolò Minato, Torí 1700)
- Alciade ou L'Eroico Amore (llibret M. Gasparini, 1709)
- L'Amante Impazzito (l'autoria és incerta, 1714)

Altres

- Chi d'un crin ne'lacci (cantant i baix continu)
- Gelosia non tormentarmi (cantant i baix continu)
- Più non spero (cantant i baix continu)
- Tria, opus. 1 (ballets, aires, concerts, courants)